# Diadegma armillatum
Diadegma armillatum là một loài tò vò trong họ Ichneumonidae.